# Anthrax chionanthrax
Anthrax chionanthrax är en tvåvingeart som först beskrevs av Mario Bezzi 1926.  Anthrax chionanthrax ingår i släktet Anthrax och familjen svävflugor. Inga underarter finns listade i Catalogue of Life.